# Vergrößerung (Fotografie)
Als Vergrößerung bezeichnet man in der Fotografie sowohl den Prozess als auch das Ergebnis einer optischen Vergrößerung.
Der Prozess der Vergrößerung findet in der Dunkelkammer oder in einem industriellen Fotolabor statt; dabei wird mit Hilfe eines Vergrößerers von der Vorlage ein positives Papierbild erzeugt. Als Vorlage kann entweder ein Negativ verwendet werden, oder ein Diapositiv, das im Farbumkehrverfahren oder über ein Zwischennegativ im Standardprozess verarbeitet wird.
Das Ergebnis der optischen Vergrößerung ist das Papierbild beziehungsweise der fotografische Abzug.